# Frank Wieneke
Frank Wieneke (* 31. Januar 1962 in Hannover) ist als Olympiasieger einer der erfolgreichsten deutschen Judoka.

## Karriere
Wieneke wurde Sieger bei den Olympischen Spielen 1984 in Los Angeles und Zweiter bei den Olympischen Spielen 1988 in Seoul, jeweils im Halbmittelgewicht. Darüber hinaus wurde er siebenmal Internationaler bzw. Deutscher Meister, einmal Europameister und zweimal Vizeeuropameister. Wieneke startete für den VfL Wolfsburg und war während seiner aktiven Kämpferlaufbahn von 1979 bis 1992 Mitglied der deutschen Nationalmannschaft.
Ab 2001 trainierte Frank Wieneke als Nachfolger von Dietmar Hötger den A-Bundeskader. Er hat den 8. Dan (rot-weiß) im Judo. 2008 führte er Ole Bischof als Trainer zur Goldmedaille bei den Olympischen Spielen in Peking.
Am 31. Dezember 2008 beendete Frank Wieneke seine acht Jahre dauernde Bundestrainertätigkeit (Männer und U23) für den Deutschen Judo-Bund. Ab Januar 2009 ist er Wissenschaftlicher Referent an der Trainerakademie in Köln, verantwortlich für die Aus- und Fortbildung des Diplom-Trainer-Studiums. Wienekes Nachfolger als Bundestrainer war Detlef Ultsch. 2016 wurde Wieneke in die Hall of Fame des deutschen Sports aufgenommen.
Außerdem erhielt er für den Gewinn der Goldmedaille bei der Sommerolympiade 1984 das Silberne Lorbeerblatt.
Er lebt gemeinsam mit seiner Frau Marita und seinen zwei Kindern in der Nähe von Köln.

## Einzelerfolge als aktiver Judoka
- 1980 3. Platz bei den Europameisterschaften der Männer U21 in Lissabon bis 71 kg
- 1981 Vizeeuropameister der Männer U21 in San Marino bis 71 kg
- 1983 2. Platz bei den deutschen Meisterschaften in Würzburg bis 78 kg
- 1984 Internationaler Deutscher Meister in Frechen bis 78 kg
- 1984 Olympiasieger in Los Angeles bis 78 kg
- 1985 Deutscher Meister in Frankenthal bis 78 kg
- 1986 Europameister in Belgrad bis 78 kg
- 1986 Sieger des Tournoi de Paris bis 78 kg
- 1986 Internationaler Deutscher Meister in Rüsselsheim bis 78 kg
- 1986 Deutscher Meister in München bis 78 kg
- 1987 Deutscher Meister in Hannover bis 78 kg
- 1988 Deutscher Meister in Duisburg bis 78 kg
- 1988 olympischer Silbermedaillengewinner in Seoul bis 78 kg
- 1988 Vizeeuropameister in Pamplona bis 78 kg
- 1989 Vizeeuropameister in Helsinki bis 78 kg
- 1989 5. Platz bei den Weltmeisterschaften in Belgrad bis 78 kg
- 1990 Deutscher Meister in Heilbronn bis 78 kg

## Erfolge mit der Mannschaft
- 1981 Europapokalsieger mit dem VfL Wolfsburg[9]
- 1986 Kontinentencup: Sieger mit der Europaauswahl in Paris
- 1987 Zweiter Europapokal der Männer, Finale: US Orleans – VfL Wolfsburg[9]
- 1988 Zweiter Europapokal der Männer, Finale: Racing Club de France – VfL Wolfsburg[9]

## Erfolge als Bundestrainer
- 2001 WM-Bronzemedaille in München (Frank Möller, offene Klasse)
- 2003 zwei EM-Bronzemedaillen in Düsseldorf
- 2003 WM-Goldmedaille in Osaka (Florian Wanner, -81 kg)
- 2004 EM-Silbermedaille in Bukarest
- 2004 Olympiabronzemedaille in Athen (Michael Jurack, -100 kg)
- 2005 EM-Goldmedaille in Rotterdam
- 2006 EM-Gold- und Bronzemedaille in Tampere
- 2007 EM-Bronzemedaille in Bukarest
- 2008 EM-Bronzemedaille in Lissabon
- 2008 Olympiagoldmedaille in Peking (Ole Bischof, -81 kg)
- Judo-Trainer des Jahres 2008